# Hôtel Thellusson
L'hôtel Thellusson (ou hôtel Thélusson) est un ancien hôtel particulier luxueux, construit à Paris, au 30 rue de Provence, en 1778, par l'architecte Claude-Nicolas Ledoux, pour Marie-Jeanne Girardot de Vermenoux (1736-1781), veuve du banquier genevois Georges-Tobie de Thellusson (1728-1776), actionnaire de la Banque Girardot. Il a été démoli en 1826.

## Historique

### Ancien Régime

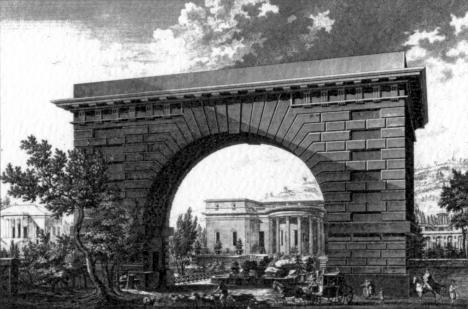
Le portail d'entrée.

Ce grand hôtel de style néo-palladien, avec partie centrale « en rotonde » inscrite entre deux gros pavillons symétriques et colonnade en demi-lune, se trouvait à l'époque 30, rue de Provence, dans un jardin paysager entre la rue de Provence et la rue de la Victoire. 

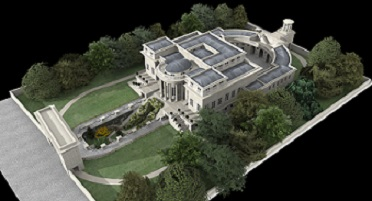
L'hôtel Thélusson, reconstitution en 3D.

Il ouvrait sur la rue de Provence par un gigantesque portail en forme d'arc de triomphe antique de « style Médicis », dans l'axe de la rue Laffitte (à l'époque rue d'Artois) visible depuis le boulevard.
Les voitures pénétraient jusqu'à l'intérieur de l'hôtel dans un passage circulaire, au sous-sol de l'édifice, permettant aux visiteurs de quitter leur voiture sans être mouillés par une pluie éventuelle. Là, un grand escalier leur permettait d'accéder au piano nobile.
Dans ce piano noblie, le salon central, derrière la colonnade, était de plan ovale et surmonté d'une coupole. En arrière était une antichambre de plan octogonal, entourée de colonnes et également surmontée d'une coupole, au dessus d'une balustrade, avec un lanterneau vitré, par lequel se faisait l'éclairage. À la suite se trouvait une autre antichambre de plan rectangulaire, ornée également de colonnes et donnant par trois fenêtres sur la cour arrière. Sur le côté Est de cette seconde antichambre, dans un espace séparé, était l'escalier principal. Sur le côté ouest de l'édifice, étaient un salon, une salle à manger une bibliothèque et une chambre. Sur le côté opposé, à l'Est, la chambre principale et ses dépendances voisinaient avec l'escalier .
Deux escaliers de service desservaient aussi les différents niveaux de l'édifice, couronné par un attique, surmonté d'une toiture basse.

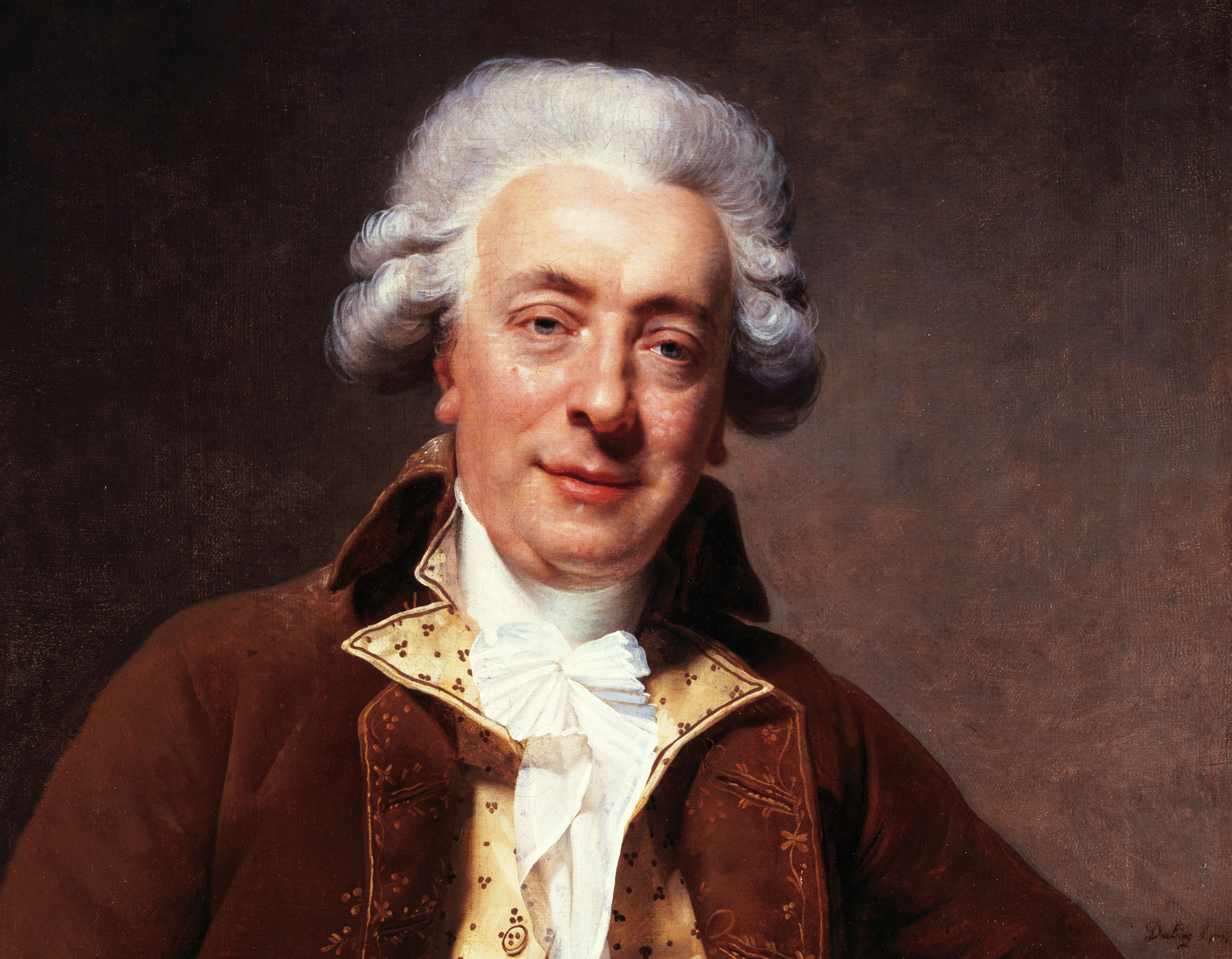
Martin Drölling, portrait de Claude-Nicolas Ledoux. (Paris, Musée Carnavalet).

En arrière, était une petite cour en forme de fer à cheval, avec une colonnade, à l'exemple de celle de l'hôtel d'Hallwyl, à Paris, une autre œuvre de Claude Nicolas Ledoux, 
exécutée une dizaine d'années auparavant et encore subsistante.
Il existait aussi une sortie rue de la Victoire.
La statuaire de l'hôtel était l'œuvre de Beauvallet, Sénéchal, Audry, Hersent, Auger et Bournazet . La peinture décorative était de Gibelin, Touzé et Perron, la peinture mythologique de Le Barbier et Callet .
En 1780 le peintre Antoine-François Callet fut appelé pour décorer cet hôtel; son étude sur toile pour un des plafonds a figuré dans la vente aux enchères publiques à Paris le 19/06/2017 (reprod. coul. dans "La Gazette Drouot" n° 22 du 2/06/2017 p. 81).

### Révolution etXIXesiècle

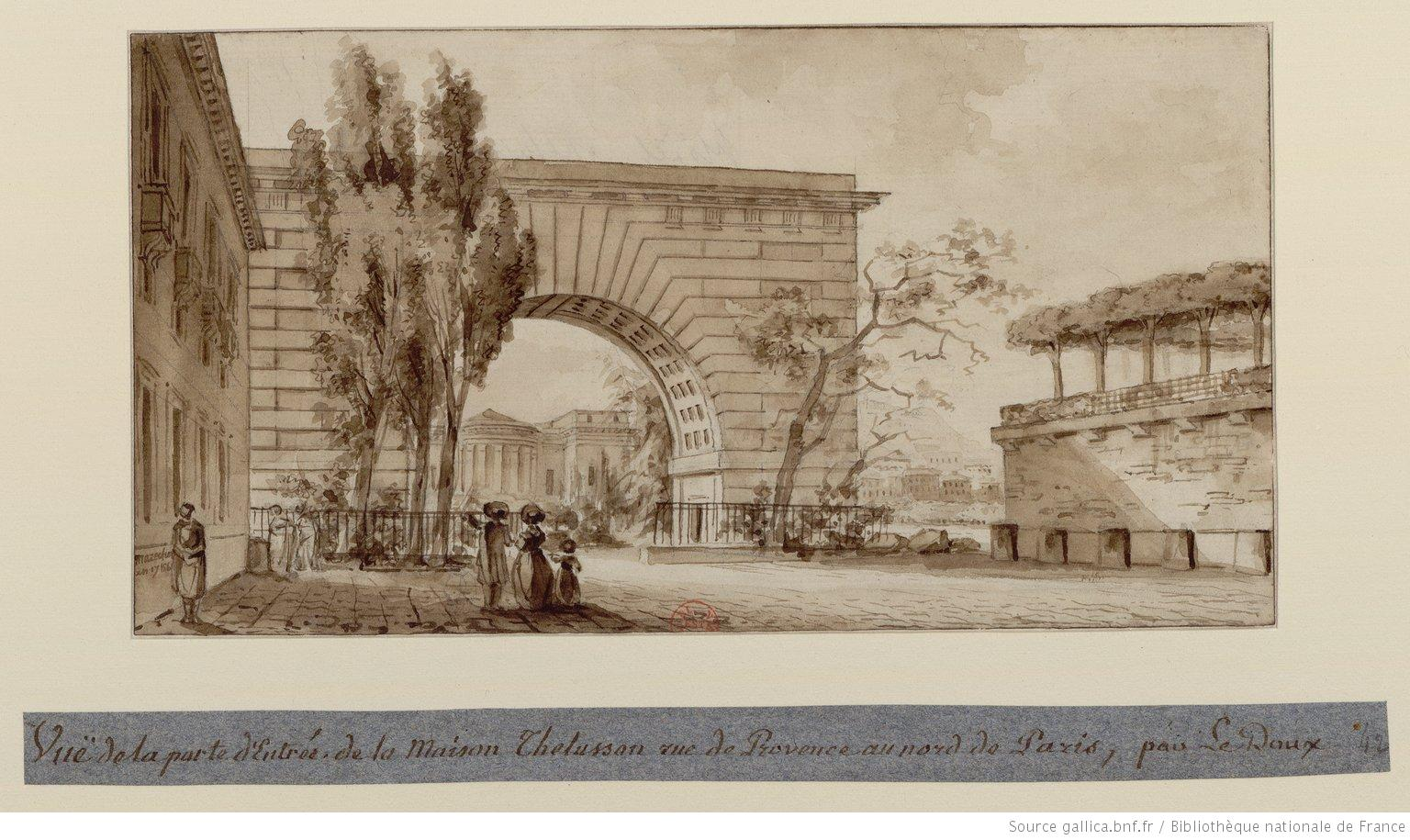
Entrée de l'hôtel particulier en 1786 (B.N.F.)

Après la mort prématurée, en 1781, de la commanditaire de l'hôtel, ses trois fils en font achever la construction, sous la direction de leur architecte familial, Claude Jean Baptiste Jallier de Savault, avant d'en céder la jouissance, en 1785, au comte et à la comtesse de Pons Saint Maurice.
Ces derniers émigrent à la Révolution et la République saisit leurs droits sur l'hôtel, qui devient un bal public, puis, après le 9 thermidor, un Bal des victimes, destiné aux proches des victimes de la guillotine.

#### Le Lycée Thellusson
Pendant quelques années, une société littéraire s’est établie dans cet hôtel, sous le nom de lycée Thélusson. Jean-François de La Harpe y a enseigné son célèbre Cours de littérature, remplacé, en 1797, par Mazoyer, avec pour sujet de leçon : Examen de la poésie épique chez les différens peuples anciens et modernes.

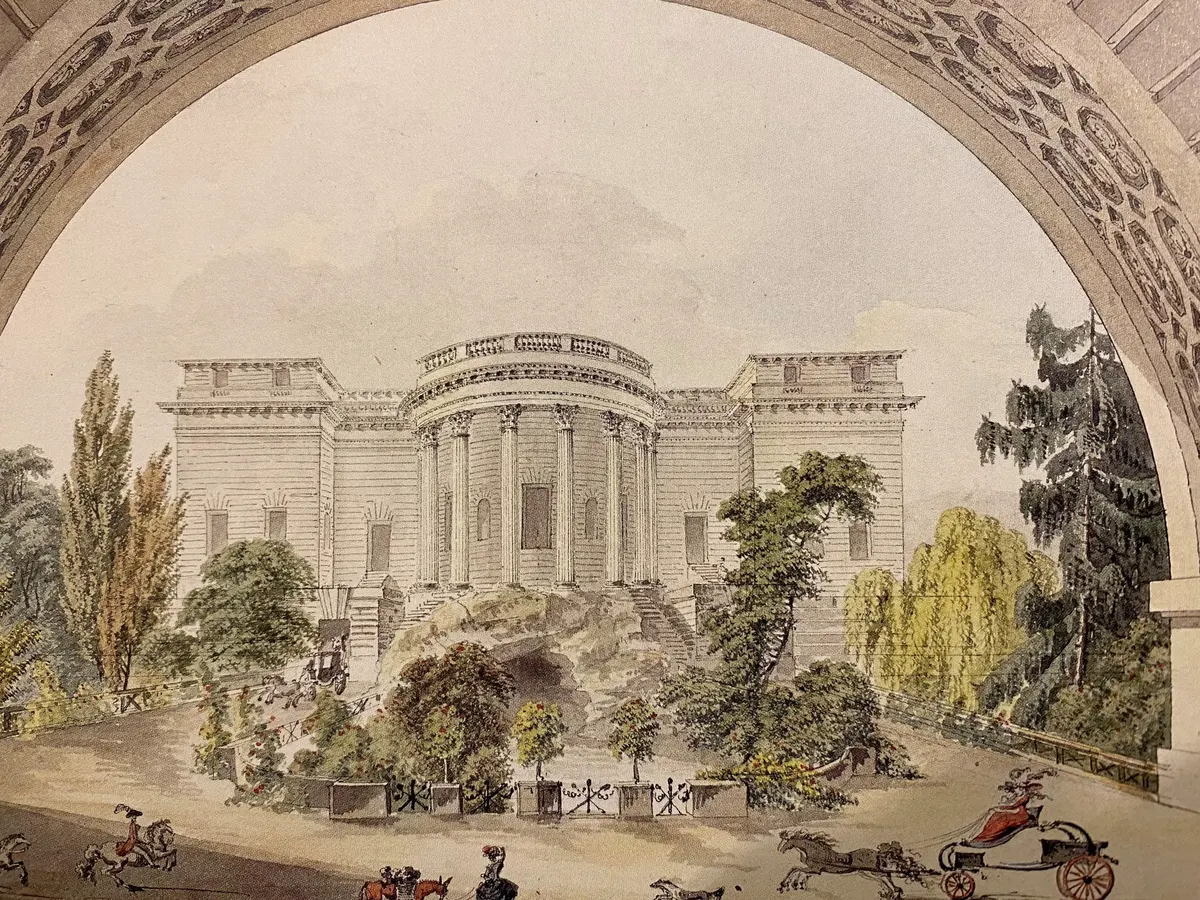
Hôtel Thellusson

De nationalité helvétique, les Thellusson, pendant ce temps, gardent la nue-propriété de l'hôtel, dont ils récupèrent la jouissance en 1797 .

#### Vente de l'hôtel en 1802
En 1802, Jean-Isaac de Thellusson de Sorcy vend l'hôtel au prince Joachim Murat, qui l’échangera en 1807 avec Napoléon Bonaparte , son beau-frère, contre l'hôtel de l'Élysée (qui sera renommé palais de l'Élysée) et un million de francs.
Napoléon Ier, qui tenait l'hôtel pour le plus élégant de Paris , l'offre au tsar Alexandre Ier. Ce dernier y réside en 1818 après en avoir fait l'ambassade de Russie en France. Charles-André Pozzo di Borgo, conseiller du tsar puis ambassadeur, y donne alors des bals prestigieux.

#### Destruction
En février-mars 1823, le tailleur et promoteur immobilier Paul-François Berchut se porte acquéreur aux enchères de l'hôtel, des terrains donnant sur la rue de Provence et la rue Chantereine, des arbres à abattre et de la bibliothèque formant corps avec les murs de l'hôtel .
L'hôtel est détruit en 1826 quand la rue Laffitte est prolongée jusqu'à la rue de la Victoire. Une porte de l'hôtel a été réutilisée comme entrée de l'immeuble du 34 rue de Provence.

## Maquette

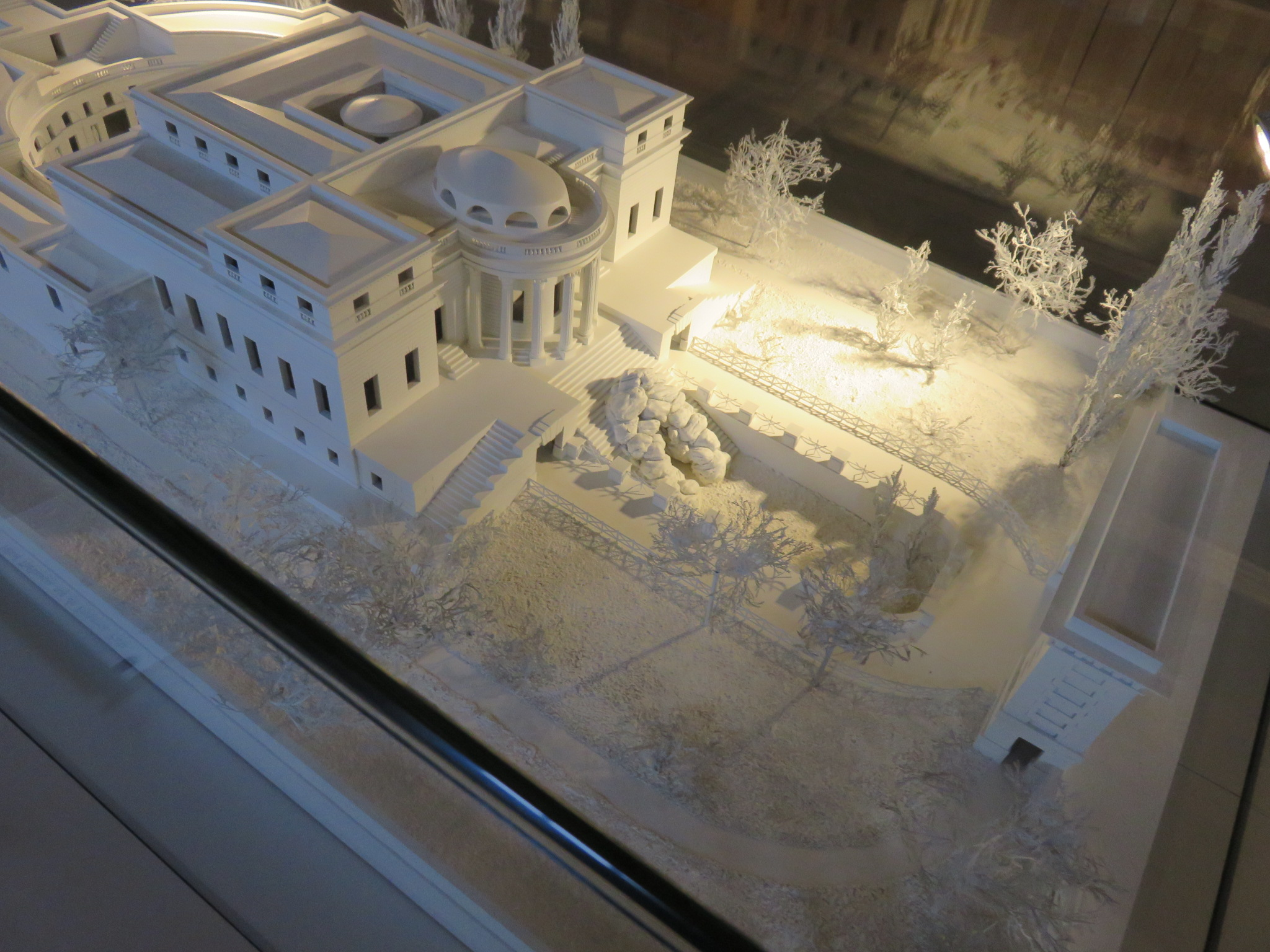
Maquette de l'hôtel Thellusson, au Musée Claude-Nicolas Ledoux d'Arc et Senans.

Une maquette de l'hôtel Thellusson est exposée au Musée Claude-Nicolas Ledoux d'Arc et Senans.

## Sources et bibliographie
- J. G. Legrand, Description de Paris et de ses édifices, Paris, 1818, [lire en ligne], p. 201
- Gabriel Girod de l’Ain, Les Thellusson, Histoire d’une famille du XIVe siècle à nos jours. Neuilly sur Seine, l'auteur, 1977, 342 p., 122 à 126.
- Louis-Mayeul Chaudon, Antoine-François Delandine, Dictionnaire universel, historique, critique et bibliographique, Paris 1810.
- Émile Rivoire, Bibliographie historique de Genève au XVIIIe siècle, Genf, 1897.
- Herbert Lüthy, La banque protestante en France, Paris, 1959-1961 ;
- Michel Gallet, Ledoux et Paris, in Cahiers de la Rotonde 3, 1979, Ville de Paris, Commission du Vieux Paris, 190 p., pages 34 à 40, 102 à 108, 116 à 121.